# Bor (Sudán del Sur)
Bor o Bur (en árabe: بور‎) es una localidad de Sudán del Sur, capital del estado de Junqali. Está localizada en la margen oriental del Nilo Blanco, a unos 150 km al norte de Yuba, capital de Sudán del Sur. 
Bor tiene especial importancia para Sudán del Sur, ya que fue uno de los primeros asentamientos donde se instalaron misioneros cristianos modernos, a inicios del siglo XX con la Church Missionary Society. El poblado se convirtió en una de las principales fortalezas de misioneros cristianos en la región del Nilo Superior, destacando al misionero Archibald Shaw, que inauguró la primera escuela del área, de donde salieron varios obispos anglicanos nativos.
Aparte de su importancia por el aspecto religioso, Bor también es uno de los primeros sitios donde ocurrió el estallido del movimiento armado, Ejército de Liberación del Pueblo de Sudán, quienes reivindicaban los derechos de los sudaneses no musulmanes de Sudán del Sur contra la política islamista de Jartum, Sudán.